# Chromatomyia aizoon
Chromatomyia aizoon är en tvåvingeart som beskrevs av Erich Martin Hering 1932. Chromatomyia aizoon ingår i släktet Chromatomyia och familjen minerarflugor.
Artens utbredningsområde är Österrike. Inga underarter finns listade i Catalogue of Life.